# Spalovací motor

Fáze čtyřdobého zážehového motoru:
1) sání,
2) komprese,
3) expanze (pracovní fáze),
4) výfuk

Spalovací motor je tepelný stroj, spalovací motor s vnitřním spalováním, spalující palivo ve spalovacím prostoru uvnitř motoru a přeměňující jeho chemickou energii na teplo a na mechanickou energii působením na píst, lopatky turbíny, nebo s využitím reakční síly. Motor vykonává mechanickou práci a jako takový slouží coby pohon jiných strojních zařízení. Spalovací motory všech typů nalezly největší uplatnění zejména v dopravních a mobilních mechanizačních prostředcích všech druhů (nezávislá trakční vozidla, resp. lokomotivy, plavidla hladinová i ponorná neboli ponorky, motorová vozidla, letadla, stavební a zemědělské stroje, vojenská a jiná speciální vozidla, nouzové generátory elektrického proudu atd.).

## Účinnost
Horní limit účinnosti spalovacího motoru lze odvodit z Carnotova cyklu. Vinou omezení teplot a tlaků, kterých je možno technicky dosáhnout, je jeho účinnost menší než u motorů používajících přímo jiných druhů energie než tepelné, jako je elektromotor nebo vodní motory. Na mechanickou práci je ve spalovacích motorech přeměněno 10–50 % chemické energie paliva. Nejnižší účinnost má parní stroj (do 12 %), benzínové a dieselové motory dosahují účinnosti kolem 25 %, přeplňované motory s turbokompresorem poháněným výfukovými plyny (turbo) mají účinnost kolem 35 %, letadlový turbínový motor vykazuje účinnost 20–25 %, stacionární spalovací turbína s tepelnými výměníky může dosahovat účinnosti i přes 50 %.

## Rozdělení
Podle toho, jak se tepelná energie mění na mechanickou, rozlišujeme motory pístové a reaktivní:
Pístové motory:
- přímočarý vratný pohyb pístu:
  - čtyřdobý motor
  - dvoudobý motor
  - motor s podvojnými válci
- rotační pohyb pístu:
  - Wankelův motor

Reaktivní motory:
- pulzační motor
- spalovací turbína
- raketový motor